# Aeroportul Rogue Valley International-Medford
Aeroportul Rogue Valley International-Medford (IATA: MFR, ICAO: KMFR, FAA LID: MFR) este un aeroport din Comitatul Jackson, Oregon, Oregon, Statele Unite ale Americii ce deservește zona Medford⁠(d). Aeroportul a fost tranzitat în 2019 de 1.056.724 de pasageri. A fost deschis în 1930 și numit după zona deservită.
Situat la o altitudine de 407 m, aeroportul dispune de 1 pistă.

## Infrastructură

### Piste
Aeroportul dispune de o singură pistă. Pista 14/32 are suprafața de asfalt și dimensiunile 8.800 picioare × 150 picioare. 